# 3539 Веймар
3539 Веймар (3539 Weimar) — астероїд головного поясу, відкритий 11 квітня 1967 року.
Тіссеранів параметр щодо Юпітера — 3,330.
Названо на честь Веймару (нім. Weimar) — міста в Німеччині, у федеральній землі Тюрингія.